# Salix oropotamica
Salix oropotamica — вид квіткових рослин із родини вербових (Salicaceae).

## Морфологічна характеристика
Це невелике дерево чи кущ 4–8 метрів заввишки.

## Середовище проживання
Гори Аспромонте, Калабрія, південна Італія. Росте на вологих ґрунтах уздовж струмків; на висотах 1200–1500 метрів.

## Загрози
Потенційною загрозою для цього виду є забір води для сільського господарства, однак вплив цієї загрози на цей високогірний вид вимагає подальших досліджень.

## Використання
Використання невідоме.